# O Sonho de Cassandra
O Sonho de Cassandra (em inglês:  Cassandra's Dream) é um filme de suspense américo-franco-britânico de 2007 dirigido por Woody Allen.

## Sinopse
O Sonho de Cassandra é um filme poderoso e excitante sobre dois irmãos (Ewan McGregor, Colin Farrell) que estão ávidos para melhorar suas vidas. Terry (Colin Farrell) é um jogador compulsivo afogado em dividas e Ian (Ewan McGregor) é o jovem sonhador que se apaixona pela bela atriz Angela Stark (Hayley Atwell). Seu tio milionário (Tom Wilkinson) torna suas vidas, pouco a pouco em um emaranhando de intrigas, interesses com resultados desastrosos.

## Elenco
Fazem parte do elenco do filmes os atores: 
- Ewan McGregor ... Ian Blaine
- Colin Farrell ... Terry Blaine
- Peter-Hugo Daly ... Boat Owner (as Peter Hugo-Daly)
- John Benfield ... Brian Blaine
- Clare Higgins ... Dorothy Blaine
- Hayley Atwell ... Angela Stark
- Phil Davis ... Martin Burns
- Tom Wilkinson ... Howard Swann

## Recepção da crítica
Phillip Frenck, do jornal britânico The Guardian, classificou o filme como: "o Sonho de Cassandra é uma sucessão de cenas mal-encenadas, envolvendo principalmente cenas estáticas, nas quais os personagens se olham desajeitadamente enquanto trocam idéias mal escritas."  